# 讃岐市
もしかして
- さぬき市

ではありませんか？